# Marvin Minsky

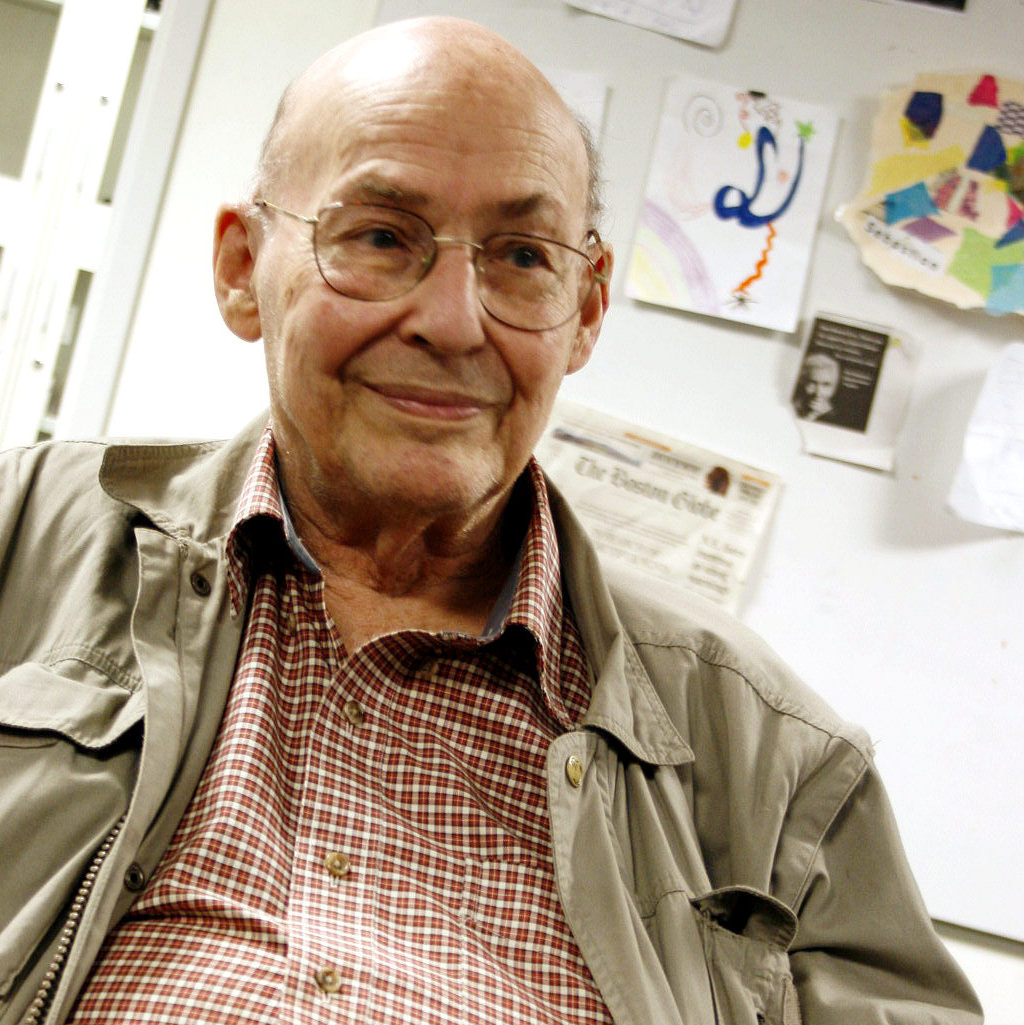
Marvin Minsky (2008)

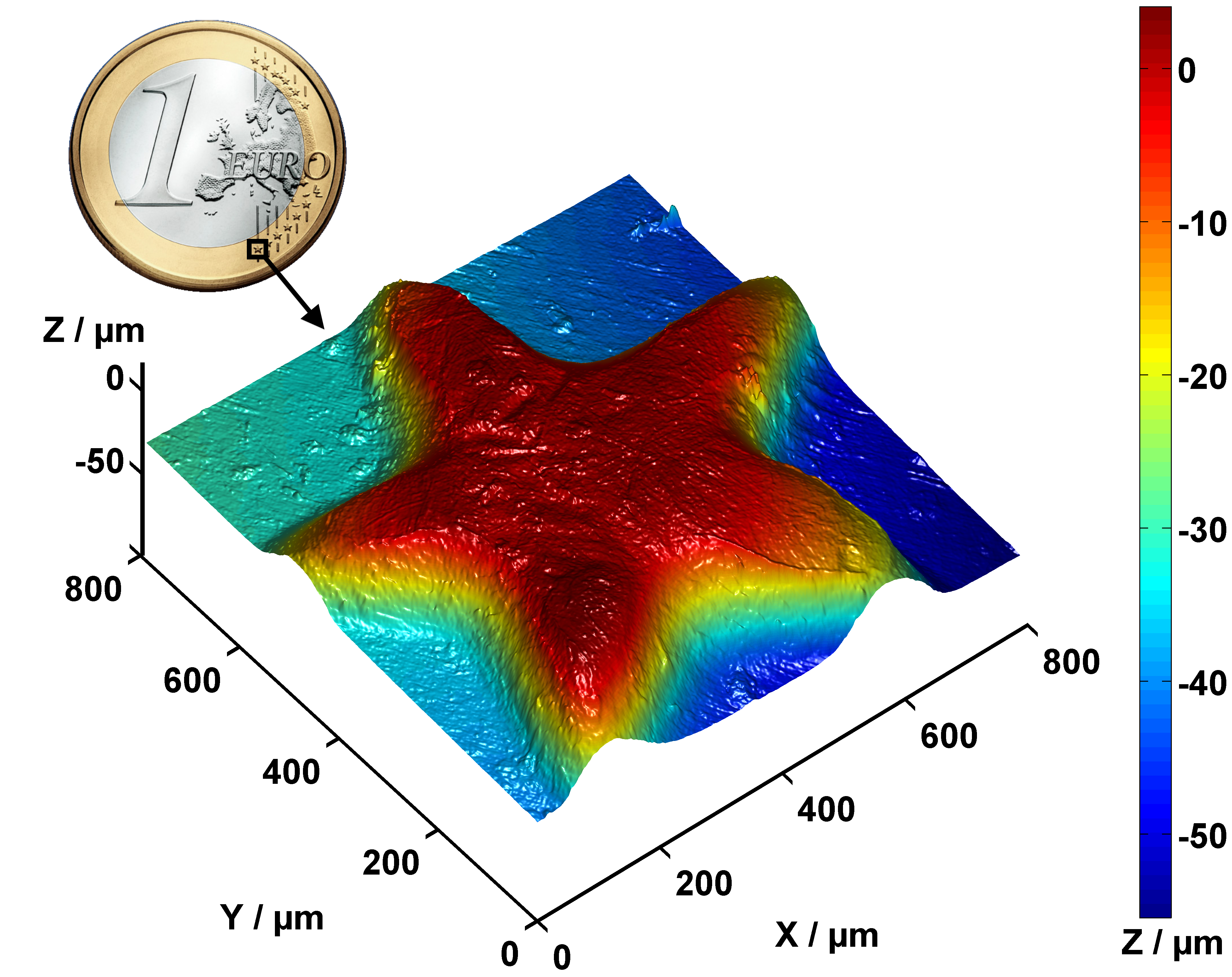
Mit einem Konfokalmikroskop gemessenes 3D-Oberflächenprofil einer 1-Euro-Münze (Ausschnitt)

Marvin Lee Minsky (* 9. August 1927 in New York; † 24. Januar 2016 in Boston, Massachusetts) war ein amerikanischer Forscher auf dem Gebiet der künstlichen Intelligenz (KI). Gemeinsam mit John McCarthy, Nathaniel Rochester und Claude Shannon begründete er 1956 auf der Dartmouth Conference den Begriff der künstlichen Intelligenz. Später waren er und Seymour Papert auch Begründer des Labors für Künstliche Intelligenz am Massachusetts Institute of Technology (AI Lab).
Er veröffentlichte zahlreiche Texte zu diesem Fachgebiet sowie über verwandte Themen der Philosophie und machte auch einige Erfindungen. Er gilt als Erfinder des später im Konfokalmikroskop realisierten Messprinzips (1957). Weitere Erfindungen sind mechanische Hände und andere Teile für Roboter, der Muse-Synthesizer für musikalische Variationen gemeinsam mit Edward Fredkin und die erste Logo-Schildkröte (Turtle-Grafik) gemeinsam mit Seymour Papert. 1951 baute er mit Dean Edmonds SNARC (Stochastic Neural Analog Reinforcement Calculator), einen neuronalen Netzcomputer, der das Verhalten einer Maus in einem Labyrinth simulierte.

## Familie
Seine Eltern waren der Augenarzt Henry Minsky am Mount Sinai Hospital und die zionistische Aktivistin Fannie, eine Tochter des Österreichers Abraham Reiser. Minskys ältere Schwester, Charlotte, wurde Architektin und Malerin, während seine jüngere Schwester Ruth Genetikberaterin wurde.
1952 heiratete er die Ärztin Gloria Rudisch. Er hatte zwei Töchter und einen Sohn.

## Leben
Marvin Minsky besuchte die Fieldston School und die Bronx High School of Science in New York. Später studierte er an der Phillips Academy in Andover, Massachusetts. Er leistete von 1944 bis 1945 seinen Wehrdienst in der US-Navy. An der Harvard University erwarb er 1950 einen Bachelor in Mathematik und promovierte 1954 an der Princeton University bei Albert William Tucker (Theory of Neural-Analog Reinforcement Systems and Its Application to the Brain Model Problem).
Minsky war seit 1958 am Massachusetts Institute of Technology; dort forschte und lehrte er bis zu seinem Tod. 1959 gründete er dort mit John McCarthy, dem Lisp-Erfinder, eine KI-Arbeitsgruppe. Die Gruppe, der in den 1970er Jahren auch viele Hacker (wie Richard Stallman) angehörten, war ab 1963 dem MAC-Projekt (für Project Mathematics and Computation, später auch für Multiple Access Computer) zugeordnet, das erst unter Leitung von Robert Fano (bis 1968) und dann von J. C. R. Licklider (bis 1971) stand. In den 1960er Jahren wurde auch viel an Modellen neuronaler Netzwerke, Perceptrons, geforscht (so der Titel eines Buches von Minsky und Papert). Die Entdeckung einiger fundamentaler Mängel solcher einfachen neuronalen Netzwerke durch Minsky und Papert führte Ende der 1960er Jahre dazu, dass die Forschung auf diesem Gebiet ganz zum Erliegen kam und erst in den 1980er Jahren neu belebt wurde. Neben KI-Forschung (zum Beispiel in den Bereichen visueller Wahrnehmung, Robotik, Sprache) wurde auch ein Time-Sharing-Computersystem entwickelt. Erst das ITS in der KI-Gruppe, später wurde an einem Multics genannten Nachfolger des CTSS-Systems gearbeitet. 1970 trennte sich die KI-Gruppe ab und es entstand das AI Lab am MIT, unter Leitung von Minsky, der viele Wissenschaftler vom MAC-Projekt mitnahm, das im Computer Science Lab des MIT aufging. Das AI Lab wurde schon Ende der 1960er Jahre zu einem weltweit beachteten Zentrum der KI-Forschung. 1972 gab Minsky die Leitung des AI Lab an Patrick Winston ab. Minsky war in den 1980er Jahren auch Mitglied des Media Lab des MIT. Später war er dort Toshiba Professor of Media Arts and Sciences sowie Professor für Elektrotechnik und Informatik (Computer Science).
Im Laufe seines Forscherlebens wurde Minsky vielfach ausgezeichnet. Er war Mitglied der amerikanischen National Academy of Engineering, der American Academy of Arts and Sciences (seit 1968) sowie der National Academy of Sciences (seit 1973). 1969 wurde er mit dem Turing-Preis ausgezeichnet, 1990 wurde ihm der Japan-Preis verliehen, 2001 die Benjamin-Franklin-Medaille, 2013 der BBVA Foundation Frontiers of Knowledge Award und 2014 der Dan-David-Preis. Für seine Beiträge zur Optik erhielt er den R. W. Wood Prize.
Kritiker Minskys bezweifeln die Seriosität vieler seiner Prognosen. So sagte er voraus, es werde bald möglich sein, „Emotionen in eine Maschine hinein zu programmieren“. 1970 erklärte er, dass es in drei bis acht Jahren Maschinen mit der durchschnittlichen Intelligenz eines Menschen geben werde, die Shakespeare lesen und Autos warten würden.
Minsky bedauerte zuletzt die aktuelle Entwicklung der KI-Forschung, da hier verstärkt statistische Lernverfahren verwendet würden, anstatt auf eine umfassende Modellierung kognitiver Agenten hin zu arbeiten.
Minsky war Mitglied des Committee for Skeptical Inquiry.
Der Autor Bas Kast, der als Student Minskys Society-of-Mind-Seminar besucht hat, schreibt über Minsky, er sei „eine schillernde Figur, und kaum jemand, der ihn trifft, kann sich des Eindrucks erwehren, dass es sich bei ihm um ein Genie handelt“.
Zu seinen Doktoranden zählen Manuel Blum, Daniel Bobrow, Carl Hewitt, Scott Fahlman, Eugene Freuder, Danny Hillis, Joel Moses, Gerald Jay Sussman, Terry Winograd, Berthold Horn, James Slagle, Patrick Winston und Eugene Charniak.
Minsky war Verfechter der Kryonik. Am 24. Januar 2016 starb er an einer intrazerebralen Blutung. Er wurde 88 Jahre alt.

## The Society of Mind
In seinem Buch The Society of Mind (deutscher Titel: Mentopolis) stellte Minsky 1986 die These auf, dass Intelligenz aus einem verwobenen Netz von unintelligenten Agenten bestehe. Erst durch die Zusammenarbeit von einfachen Agenten entstehe die Intelligenz. Minsky versucht den Leser von der gewöhnlichen Vorstellung abzubringen, dass das menschliche Gehirn ein einzelnes, großes monolithisches Wesen ist, das an etwas denkt oder gerade nicht denkt. Stattdessen wird ein Modell skizziert, bei dem das Gehirn aus unzähligen, verschiedenartigen, aber einfachen und in Relationen stehenden Agenten besteht.
Diese Agenten haben einfache Aufgaben und Ziele. Erst durch die Kommunikation miteinander und einem Ausverhandeln der Bedürfnisse der einzelnen Agenten untereinander entstehen Denken und Handeln.
Einzelne Agenten können wieder aus noch kleineren Agenten bestehen, die wiederum miteinander kommunizieren und verhandeln. Die kleinen Agenten sind spezialisiert für bestimmte Aufgaben, beispielsweise das Auge für das Sehen oder ein Gehirnbereich zur Sicherstellung von genügend Schlaf. Konflikte innerhalb eines Agenten führen zur Schwächung dieses Agenten, wodurch andere Agenten Oberhand gewinnen.
Lernen besteht in diesem Modell darin, die Kommunikation zwischen den Agenten zu verbessern. Persönliche Eigenheiten von Menschen resultieren aus den unterschiedlichen Gewichtungen der Agenten. Die Speicherung von Erinnerungen wird dabei durch die Erzeugung von K-Lines ermöglicht. Diese K-Lines sind eine Art Liste, die alle Agenten enthält, die bei einer Aktivität beteiligt waren.

## Veröffentlichungen
- Neural Nets and the Brain Model Problem, Dissertation, Princeton University, 1954.
- Computation: Finite and Infinite Machines, Prentice-Hall, 1967.
- Semantic Information Processing, MIT Press, 1968.
- Perceptrons, mit Seymour Papert, MIT Press, 1969.
- Artificial Intelligence, mit Seymour Papert, Univ. of Oregon Press, 1972.
- Robotics, Doubleday, 1986.
- The Society of Mind, Simon and Schuster, 1987.
  - Mentopolis, Klett-Cotta Verlag, Stuttgart 1990, ISBN 3-608-93117-1.
- The Turing Option, mit Harry Harrison, Warner Books, New York 1992, ISBN 0-446-51565-5.
  - Die Turing Option, mit Harry Harrison, Heyne Verlag, München 1997, ISBN 3-453-11912-6.
- The Emotion Machine, Simon & Schuster, New York 2006, ISBN 978-0-7432-7664-1.